# 埃法特岛
埃法特島（Efate），亦稱瓦特島、桑威奇島，西南太平洋萬那杜（新赫布里底）主要島嶼，位於南緯17°40′、東經168°25′。火山島，島上覆蓋著熱帶雨林。
陸地面積約佔915平方公里。人口約2萬人，首府為位於島之西南側的維拉港。北部的哈萬納是良港。東部的福雷里產有錳礦。主要產椰子、咖啡、可可等，屬熱帶栽培業。
2007年10月31日，考古學家在萬那杜埃法特島發現3000多年前的喪葬遺址。

## 外部連結
- （英文）Languages of Efate （页面存档备份，存于）

17°40′S 168°25′E / 17.667°S 168.417°E